# Starry Night

strry night pro 4.5版的启动屏幕

是一款世界知名的天文应用软件。目前的最新版本是Pro Plus 6.4.3版。

## 系统要求
Windows：Windows XP，800 MHz或更高处理器，256 MB内存（推荐512 MB）3.0 GB硬盘空间。OpenGL支持需要64 MBOpenGL®兼容显卡。最小显示器分辨率为1024×768。DVD光驱。
Macintosh：OS X 10.3或更高版本，G4 800 MHz或更高处理器，256 MB内存（推荐512 MB）3.0 GB硬盘空间。不支援OS 9.x以及之前的操作系统。OpenGL支持需要64 MB的OpenGL兼容显卡。最小显示器分辨率为1024×768。DVD光驱。

全屏幕方式下使用Starry Night Pro模拟前1096年9月19日的天象，并记录了之前的火星轨道轨迹

## 特色
- Starry Night Pro提供超过20000张天体全彩照片。并且可以从网站上下载更多最新照片。这些图片皆可以缩放
- 显示超过5500万颗星（如果在线可以查看5亿颗恒星）
- PGC目录包括100万个天体、星系
- 自动上網更新最新天象
- 导出兩萬年内某一时刻的天体数据
- 跟踪任意时刻人造卫星的位置
- 可以自定义选择地面样式
- 提供来自哈勃天文望远镜、钱德拉X射线天文台、斯皮策空间望远镜的高解析度的星座星体图像
- 可以通过飞行控制板游览宇宙
- 可以接驳大多数电脑天文望远镜，使得寻星更为容易。输入星名即可自动定位。包括Orion SkyQuest Intelliscope、Meade LX-200、AutoStar和Celestron® Nexstar系列望远镜（需數據線連接上望遠鏡）
- 自定义目镜设置
- 可以对每个天体存储附注和上载自定义图像
- 可以列印全天任意区域（180度）的星名列表
- 自动更新修正彗星和小行星運行參數以計算其位置